# Raffi
Pour les articles homonymes, voir Raffi (homonymie) et Hakobian.
Raffi (arménien : Րաֆֆի ; persan : رافی), de son vrai nom Hakob Mélik Hakobian (en arménien Յակոբ Մելիք-Յակոբեան), est un célèbre écrivain arménien de Perse, né en 1835 en Payadjouk, village arménien de la province de Salmast (aujourd’hui au nord de l'Iran, près du lac d'Ourmia) et mort en 1888 à Tiflis (actuelle Tbilissi).
Raffi est considéré comme l'une des figures centrales de la littérature arménienne.

## Biographie
Raffi naît en 1835 (en 1837 selon Anahide Ter Minassian) à Payadjouk, village arménien de la province de Salmast (aujourd’hui au nord de l'Iran, près du lac d'Ourmia).
Son père, à la fois un riche marchand et un agriculteur, faisait partie de la bourgeoisie locale. Cette situation, et le fait qu’il soit l’aîné d’une famille nombreuse composée de 13 enfants, lui permet de bénéficier d’une éducation de qualité.
Son éducation commence à l’école de son village, école qui le marque par ses méthodes dures et archaïques, sévérité et méthodes punitives que Raffi décrit et dénonce d’ailleurs remarquablement dans un de ses romans, Kaïtzer (« Foudres »), à travers le personnage du prêtre Der Todik, prototype du maître ignare et brutal. Puis, à l’âge de 12 ans, son père l’envoie dans un internat à Tiflis afin qu’il puisse continuer ses études secondaires.
Tiflis, aujourd’hui Tbilissi, abritait à l'époque un grand nombre d'intellectuels arméniens. Les affaires de son père se dégradant, il est obligé de retourner dans son pays natal. C’est à cette époque qu’il commence à enseigner la langue arménienne ainsi que l’histoire dans l’école Aramian de Tabriz, celle d’Agoulis dans le Nakhitchevan mais aussi par la suite à Tiflis.
Au cours de sa vie, Raffi entreprend de nombreux voyages dans les villages et les provinces arméniennes de l’Arménie orientale et occidentale. Là où il voyage, il se rend compte de la misère quotidienne de la population arménienne, sous la menace constante des Turcs et des Kurdes. À l’instar d’autres intellectuels arméniens, Raffi est convaincu qu’il n’est plus possible de vivre ainsi : il souhaite dès lors transformer la société arménienne en profondeur. Et pour cela, il est nécessaire de faire prendre conscience au peuple de la réalité tragique dans laquelle il vit.
Il écrit énormément. Tous ses écrits sont publiés dans les revues Mchak et Ardzakank. Son œuvre principale, Le Fou, parue d'abord en feuilleton — dans la revue Mchak —, eut un grand succès. Ce roman est lu à l’époque par toute la jeunesse arménienne ; et il a un esprit très patriotique. Il crée dans ses romans de véritables héros nationaux et révolutionnaires arméniens ; il est d’ailleurs connu chez les Arméniens qu’« Il n’existe pas de Fedayin qui n’ait pas lu Raffi… ».
Il considère l’éducation en langue arménienne de la population comme étant fondamentale, c’est pourquoi il entreprend par divers moyens (dans la presse, dans les romans, par l’enseignement) de combler ce manque de culture dans la population.
Il meurt en 1888 à Tiflis, où ses funérailles attirent une foule considérable. Il est enterré dans le Panthéon des Arméniens, le cimetière Khodjivank de Tbilissi, là où reposent également Hovhannès Toumanian, Gabriel Sundukian, Ghazaros Aghayan ou encore Grikor Ardzruni.

## Œuvre
Parmi ses fameux romans, on retrouve :
- (hy) Սալբի [« Salbi »],‎ 1874 (lire en ligne)
- (hy) Ջալալեդդին [« Djallaleddine »],‎ 1878 (lire en ligne)
- Raffi (trad. Mooshegh Abrahamian), Le Fou : Conséquences tragiques de la guerre russo-turque de 1877-1878 en Arménie, Saint-Pourçain-sur-Sioule (traduction française), Bleu autour (traduction française), coll. « d'un lieu l'autre », 1880 ; traduction française de 2006 (ISBN 978-2-9120-1959-2). [Version originale en arménien en ligne].
- Kaïtzer (« Foudres ») (1883-84)
- Khatchagoghi Hichatakarane (1889-70)

Parmi ses romans historiques figurent :
- David Bek (1882, inspiré de la vie de David Bek)
- Samuel (1886)

## Hommages
Il existe aujourd’hui une école et une rue en son nom à Erevan.